# Proconia fusca
Proconia fusca är en insektsart som beskrevs av Melichar 1924. Proconia fusca ingår i släktet Proconia och familjen dvärgstritar. Inga underarter finns listade i Catalogue of Life.